# Decimiana tessellata
Decimiana tessellata är en bönsyrseart som först beskrevs av Toussaint de Charpentier 1841.  Decimiana tessellata ingår i släktet Decimiana och familjen Acanthopidae. Inga underarter finns listade i Catalogue of Life.